# クリック (テレビ番組)
『クリック』（Click）は、イギリスの英国放送協会 (BBC) が、BBC News ChannelとBBC Oneでイギリス国内に向けて、またBBC Worldで世界各地に向けて放送しているIT情報番組である。以前放送されていたClick Onlineが2006年からリニューアルされ、現在の形となった。
BBCのWebサイトではビデオ・オン・デマンド方式で番組のダイジェストが無料配信されており、世界中でいつでも番組を視聴できる。日本ではBBC WorldとDlifeで視聴することができる。

## 出演者
- スペンサー・ケリー (リポート)
- ケイト・ラッセル（ウェブスケープ）

## 内容
- 世界各地からのリポート
- クリックニュース（テクノロジーニュース）
- ウェブスケープ（おすすめWebサイト紹介）

## 放送時間
表記はすべてUTC (GMT) 。

### イギリス国内向け

#### 30分バージョン
BBC News Channel
- 土曜日 11時30分
- 土曜日 20時30分
- 日曜日 4時30分
- 日曜日 7時35分
- 日曜日 15時30分
- 月曜日 0時30分

#### 短縮バージョン
BBC News Channel
- 土曜日 6時45分

BBC One
- 土曜日 6時45分

### 国外向け
BBC World
- 木曜日 19時30分
- 金曜日 9時30分
- 土曜日 6時30分
- 月曜日 15時30分
- 火曜日 1時30分（アジア太平洋地域・南アジア地域を除く）
- 火曜日 7時30分
- 水曜日 12時30分（アジア太平洋地域のみ）

（太字の時間は、日本国内向けの放送では二ヶ国語放送を実施）